# Бурчак Андрій Петрович
Андрі́й Петро́вич Бурча́к — капітан Збройних сил України, 95-та окрема аеромобільна бригада, Житомир, учасник російсько-української війни.

## Бойовий шлях
26 травня 2014 року під час проведення артилерійської розвідки було виявлено 120-мм самохідну гармату терористів, з якої неодноразово здійснювався обстріл позицій батальйонної тактичної групи. Під керунком Бурчака вона була знищена вогнем батареї.
14 липня 2014-го його підрозділ знищив до 10 вогневих точок та понад чотири десятки терористів.
Під час утримання панівної висоти 167,6 (гора Карачун) особисто проводив розрахунки сил та засобів, здійснював освітлення місцевості батальйонної тактичної групи та координував забезпечення бойових дій підрозділів бригади в темну пору доби.
29 липня 2014 року оперативно відреагував на зміни в обстановці та здійснив вогневе ураження противника. Це дозволило взяти під контроль та утримувати стратегічно важливу точку «Маринівського коридору» — курган Савур-могилу.
Надалі — начальник штабу — перший заступник командира батальйону 13-го окремого десантно-штурмового батальйону 95-ї бригади.

## Нагороди
8 вересня 2014 року — за особисту мужність і героїзм, виявлені у захисті державного суверенітету та територіальної цілісності України, вірність військовій присязі під час російсько-української війни, старший лейтенант відзначений — нагороджений орденом Богдана Хмельницького III ступеня.